# Grand Prix Pau 1950
XI Grand Prix de Pau byl v pořadí druhý závod vypsaný pro vozy Formule 1. Jezdecké pole se rozdělilo do dvou táboru, protože ve stejný den se jela na ostrovech i Richmond Trophy, které se zúčastnily především britští piloti.
V letech 1946 až 1948, Alfa Romeo startovala maximálně ve čtyřech závodech v sezóně. Rok 1950 je ale rokem výjimečným, poprvé se bude bojovat o body, které rozhodnou o mistru světa F1. Přesto se Alfa neúčastnila velkého množství závodu, vůz 158 bylo možno vidět prakticky na závodech započítávaných do mistrovství světa a závodů organizovaných na italské půdě a téměř ve všech triumfovala. Naopak Ferrari se účastnilo co největšího počtu závodu.
V roce 1940 Enzo Ferrari založil vlastní tým z počátku používal vozy Alfa Romeo označené „Bimotore“ nebo „Alfetta“ Protože ve smlouvě uzavřené s milánskou značkou nesměl používat v názvu týmu své jméno. První Ferrari proto neslo lakonicky jméno vůz 815. Ale, už v roce 1947 bylo jméno Ferrari oficiálně zaregistrováno pro různé disciplíny automobilového sportu, jako je formule 1, formule 2, Gran Turismo atd.
Tým Enza Ferrariho přivezl tři vozy. Jednu velkou F1 z roku 1949, typ 125 1,5litrový přeplňovaný dvanáctiválec o výkonu 235 koní a jeden vůz formule 2 typ 166, 2litrový atmosférický dvanáctiválec. Villoresiho a Ascariho v továrním týmu doplnil Raymond Sommer na soukromém Ferrari samozřejmě v modré barvě.
Velkým konkurentem Ferrari je další italská značka Maserati. Tým Achille Varzi připravil vozy 4CLT/48 s výkonem 280 koní pro argentinskou dvojici Fangio – Gonzalez. Zatímco Fangia nebylo zapotřebí představovat, Gonzalez byl v Evropě mužem neznámým. Svou zdatnost prokázal v úvodu roku při jihoamerické šňůře v kategorii volné formule. Další Maserati pilotoval zkušený Louis Chiron.
Talbot na domácí trati reprezentovali pouze čtyři soukromé vozy Louise Rosiera, Levegha, Étancelina a Pozziho. Tovární tým Simca připravila tři vozy s novým motorem 1490 o výkonu 100 koní, ale stále bez kompresoru, pro Francouze Trintignanta, Manzona a Simona.
Na okruhu se sešlo přes 40 000 diváků, což donutilo organizátory narychlo postavit tribunu v parku Beaumont al Casino.
Hned čtyři piloti překonali rekord okruhu z roku 1939 už během tréninku. Ten se stal bojem o první příčku mezi Fangiem a Villoresim, zatímco Raymond Sommer nejrychlejší v prvním tréninku vybojoval třetí pozici na startu. Pouze Louis Rosier na voze Talbot narušil nadvládu italských vozů.
Sluncem zalité ulice města Pau přivítali 13 jezdců na startovním roštu. Hned po startovním signálu ztratil výhodu prvního místa Fangio, přehnali se přes něj jak Villoresi tak Sommer. Ital prolétl první kolo vysokou rychlostí (1:51,7) následován Sommerem, Fangiem, Gonzalezem a dalšími. Staří lišáci Chiron a Étancelin moc dobře vědí co takové ďábelské tempo přináší, chybu a ztrátu několika míst. Villoresi ale neustale zrychloval a přibližoval se tak starému rekordu (1:46,0).
Tři uprchlíci, Villoresi, Sommer a Fangio, se rychle vzdalovali Gonzalezovi, který kroužil osamocen před další skupinkou pronásledovatelů. Zatímco na čele závod Sommer i Fangio utočili na Villoresiho v hlouby pole se Ascari potýkal s technikou a v 10. kole to vzdal. Sommer využil Italova zaváhaní a předjel ho. Stejně úspěšný je i Fangio o par metru dále. Posléze se nevyvaroval chyb ani Sommer a Fangio bleskurychle reaguje a ujímá se vedení, Sommer a Villoresi teď bojuji spolu o druhou pozici. Sommer je čím dal roztržitější a následují hodiny, tuto školáckou chybu trestá Villoresi předjetím a začíná pronásledovat Fangia. Ve 40. kole už jen Villoresi, Sommer a Rosier nemají ztrátu jednoho kola na vedoucího Argentince. Do cíle přijíždí Fangio s náskokem 30 sekund na Villoresiho, třetí Rosier už ztrácí víc než minutu a smolař Sommer je čtvrtý se ztrátou jednoho kola.
V cíli je obrovský chumel okolo modro-žlutého (oficiální zbarvení jezdců z Argentiny) Maserati Juana Manuela Fangia, i ve Francii má tento Argentinec spoustu obdivovatelů. Davem se snaží prodrat i bratři Sojit, reportéři Argentinského radia, kteří doprovázejí Fangia během celé sezóny.
Tento rok se konal již XI. ročník Grand Prix Pau, když vůbec první Velká Cena na této trati se jela už v roce 1901 a prvním vítězem se stal M.Farman na voze Panhard. Nejúspěšnějšími jezdci jsou Philippe Étancelin a Nello Pagani, kteří zvítězili dvakrát a dnešním vítězstvím se k nim přidal i Juan Manuel Fangio, jenž tak obhájil vítězství z předešlého roku. Maserati tu zvítězilo už po páté a suverénně tak na této trati kraluje.

## Výsledky
- 10. duben 1950
- Okruh Pau
- 2769 m × 110 kol + 1 m = 304.590 km

| Legenda k tabulce | Legenda k tabulce                                                                       |
| Barva             | Výsledek                                                                                |
| ----------------- | --------------------------------------------------------------------------------------- |
| Zlatá             | Vítěz                                                                                   |
| Stříbrná          | 2. místo                                                                                |
| Bronzová          | 3. místo                                                                                |
| Zelená            | Bodované umístění                                                                       |
| Modrá             | Nebodované umístění                                                                     |
| Modrá             | Dokončil neklasifikován (NC)                                                            |
| Fialová           | Odstoupil (Ret)                                                                         |
| Červená           | Nekvalifikoval se (DNQ)                                                                 |
| Červená           | Nepředkvalifikoval se (DNPQ)                                                            |
| Černá             | Diskvalifikován (DSQ)                                                                   |
| Bílá              | Nestartoval (DNS)                                                                       |
| Bílá              | Závod zrušen (C)                                                                        |
| Světle modrá      | Pouze trénoval (PO)                                                                     |
| Světle modrá      | Páteční testovací jezdec (TD)                                                           |
| Bez barvy         | Netrénoval (DNP)                                                                        |
| Bez barvy         | Vyřazen (EX)                                                                            |
| Bez barvy         | Nepřijel (DNA)                                                                          |
| Bez barvy         | Odvolal účast (WD)                                                                      |
| Bez barvy         | Nezúčastnil se (prázdné)                                                                |
| Označení          | Význam                                                                                  |
| Tučnost           | Pole position                                                                           |
| Kurzíva           | Nejrychlejší kolo                                                                       |
| †                 | Jezdec nedojel do cíle, ale byl klasifikován, protože odjel více než 90 % délky závodu. |
| ‡                 | Byl udělován poloviční počet bodů, protože bylo odjeto méně než 75 % délky závodu.      |
| Horní index       | Umístění bodujících jezdců ve sprintu                                                   |

| Pozice | Č  | Jezdec                                 | Vůz               | Kolo | Čas         | +/- | Pole | Nej. kolo |
| ------ | -- | -------------------------------------- | ----------------- | ---- | ----------- | --- | ---- | --------- |
| 1      | 10 | Juan Manuel Fangio                     | Maserati 4CLT/48  | 110  | 3h14'20"0   | 0   | 1    | 1:42.8    |
| 2      | 2  | Luigi Villoresi                        | Ferrari 125       | 110  | à 0'30"5    | 0   | 2    |           |
| 3      | 14 | Louis Rosier                           | Talbot T26C       | 110  | à 1'02"5    | 1   | 4    |           |
| 4      | 6  | Raymond Sommer                         | Ferrari 125       | 109  | à 1 kolo    | 1   | 3    |           |
| 5      | 22 | Robert Manzon                          | Simca-Gordini T15 | 106  | à 4 kola    | 3   | 8    |           |
| 6      | 28 | Pierre Levegh                          | Talbot T26C       | 104  | à 6 kol     | 4   | 10   |           |
| 7      | 20 | Maurice Trintignant                    | Simca-Gordini T15 | 103  | à 7 kol     | 4   | 11   |           |
| 8      | 16 | Charles Pozzi poleman Georges Grignard | Talbot T26C       | 100  | à 10 kol    | 5   | 13 x |           |
| Pozice | Č  | Odstoupili                             | Vůz               | Kolo | Příčina     | +/- | Pole | Nej. kolo |
| Ret    | 18 | Louis Chiron                           | Maserati 4CLT/48  | 56   | Osa         |     | 7    |           |
| Ret    | 8  | Philippe Étancelin                     | Talbot T26C       | 53   | Řízení      |     | 12   |           |
| Ret    | 24 | Andre Simon                            | Simca-Gordini T15 | 32   | Havárie     |     | 9    |           |
| Ret    | 12 | Jose Froilan Gonzalez                  | Maserati 4CLT/48  | 25   | Diferencial |     | 5    |           |
| Ret    | 4  | Alberto Ascari                         | Ferrari 166 F2    | 10   | Osa         |     | 6    |           |
| Pozice | Č  | Nestartovali                           | Vůz               | Kolo | Čas         | +/- | Pole | Nej. kolo |
| DNS    | 26 | Felice Bonetto                         | Maserati 4CLT/50  |      | Nestartoval |     |      |           |

### Nejrychlejší kolo
- Juan Manuel Fangio 1:42,8 Maserati

### Postavení na startu
| _______3_______ Raymond Sommer Ferrari 1:44.5 |                                                       | _______2_______ Luigi Villoresi Ferrari 1:43.4    |                                            | _______1_______ Juan Manuel Fangio Maserati 1:43.1 |
|                                               | _______5_______ José Froilan González Maserati 1:46.0 |                                                   | _______4_______ Louis Rosier Talbot 1:46.0 |                                                    |
| _______8_______ Robert Manzon Simca 1:51.2    |                                                       | _______7_______ Louis Chiron Maserati 1:47.3      |                                            | _______6_______ Alberto Ascari Ferrari 1:46.5      |
|                                               | _______10_______ Pierre Levegh Talbot 1:51.8          |                                                   | _______9_______ André Simon Simca 1:51.8   |                                                    |
| _______13_______ Charles Pozzi Talbot 1:52.8  |                                                       | _______12_______ Philippe Étancelin Talbot 1:52.4 |                                            | _______11_______ Maurice Trintignant Simca 1:52.0  |

## Startovní listina
| Č. | Tým                       | Pilot                 | Šasi              | Motor        |
| -- | ------------------------- | --------------------- | ----------------- | ------------ |
| 2  | Scuderia Ferrari          | Luigi Villoresi       | Ferrari 125       | Ferrari V 12 |
| 4  | Scuderia Ferrari          | Alberto Ascari        | Ferrari 166 F2/50 | Ferrari V 12 |
| 6  | Scuderia Ferrari          | Raymond Sommer        | Ferrari 125       | Ferrari V 12 |
| 8  | Privátní                  | Philippe Étancelin    | Talbot-Lago T26C  | Talbot L 6   |
| 10 | Scuderia Achille Varzi    | Juan Manuel Fangio    | Maserati 4CLT/48  | Maserati L 4 |
| 12 | Scuderia Achille Varzi    | José Froilan González | Maserati 4CLT/48  | Maserati L 4 |
| 14 | Ecurie Rosier             | Louis Rosier          | Talbot-Lago T26C  | Talbot L 6   |
| 16 | Privátní                  | Charles Pozzi         | Talbot-Lago T26C  | Talbot L 6   |
| 16 | Privátní                  | Georges Grignard      | Talbot-Lago T26C  | Talbot L 6   |
| 18 | Officine Alfieri Maserati | Louis Chiron          | Maserati 4CLT/48  | Maserati L 4 |
| 20 | Equipe Gordini            | Maurice Trintignant   | Simca-Gordini T15 | Gordini L 4  |
| 22 | Equipe Gordini            | Robert Manzon         | Simca-Gordini T15 | Gordini L 4  |
| 24 | Equipe Gordini            | André Simon           | Simca-Gordini T15 | Gordini L 4  |
| 26 | Scuderia Milano           | Felice Bonetto        | Maserati 4CLT/50  | Maserati L 4 |
| 28 | Privátní                  | Pierre Levegh         | Talbot-Lago T26C  | Talbot L 6   |

### Zajímavosti
| Pole position      | Vítězství          | Nej. kolo          |
| Juan Manuel Fangio | Juan Manuel Fangio | Juan Manuel Fangio |
| Maserati 4CLT/48   | Maserati 4CLT/48   | Maserati 4CLT/48   |
| 1'43.1             | 3:14'20.0          | 1'42.8             |
| 172.240 km/h       | 162.36 km/h        | 174,134 km/h       |
| ------------------ | ------------------ | ------------------ |